# A Ring of Endless Light
A Ring of Endless Light é um filme original do Disney Channel, lançado em 2002, baseado no romance, de mesmo nome, de Madeleine L'Engle. Foi filmado na Austrália, e estrelando por Mischa Barton e Ryan Merriman.

## Sinopse
Quando Vicky Austin (Mischa Barton) vai visitar o avô (James Whitmore) na Seven Bay Island, enfrenta vários desafios inesperados. Seu amado avô, o aposentado Reverendo Eaton, está doente de leucemia. O menino rico e emocionalmente perturbado que Vicky conheceu no último verão, Zachary Gray (Jared Padalecki), reaparece, e outro garoto, chamado Adam Eddington (Ryan Merriman) pede sua ajuda para um trabalho de pesquisa sobre um golfinho chamado Basil. E Vicky ainda descobre que pode se comunicar com os golfinhos.
A jovem lida com os acontecimentos o melhor que pode, até que seu avô morre deixando para trás um livro em branco para que a neta escreva poesias e que siga o seu coração e seu talento em vez dos planos de seus pais para o futuro ela.

## Elenco
| Ator/Atriz        | Personagem           |
| ----------------- | -------------------- |
| Mischa Barton     | Vicky Austin         |
| Ryan Merriman     | Adam Eddington       |
| Jared Padalecki   | Zachery Gray         |
| Scarlett Pomers   | Suzy Austin          |
| Soren Fulton      | Rob Austin           |
| James Whitmore    | Avô                  |
| Theresa Wong      | Dra. Zand            |
| Penny Everingham  | Cecily               |
| Christopher Kirby | Capitão do Porto Dan |
| Steven Vidler     | Sr. Gray             |
| Leo Taylor        | Capitão              |
| Carol Baker       | Sra. Austin          |
| Wayne Cull        | Sr. Austin           |

## Prêmios e Indicações
O diretor do filme, Greg Beeman, foi indicado ao prêmio Directors Guild of America de "Melhor Performance de Direção em Programas para Crianças" pelo filme, em 2002.